# Amsterdamsche Football Club Ajax 1986-1987
Questa voce raccoglie le informazioni riguardanti l'Amsterdamsche Football Club Ajax nelle competizioni ufficiali della stagione 1986-1987.

## Stagione
La stagione inizia senza Ronald Koeman e Gerald Vanenburg, entrambi accasatisi al PSV, mentre viene acquistato Danny Blind e viene promosso in prima squadra Dennis Bergkamp. L'Ajax conclude nuovamente il campionato al secondo posto, sempre dietro al PSV, mentre Marco van Basten è capocannoniere per la quarta volta consecutiva, l'ultima prima del trasferimento al Milan. I Lancieri conquistano un'altra KNVB beker, questa volta battendo in finale per 4-2 il Den Haag ai tempi supplementari. L'avvenimento più importante è comunque la conquista della Coppa delle Coppe: gli olandesi, a differenza di quanto successo nelle ultime brevi partecipazioni alle competizioni europee, eliminano in sequenza il Bursaspor, l'Olympiacos, il Malmö FF ed il Real Saragozza, prima di tornare a disputare una finale continentale a distanza di quattordici anni. L'ultima partita si gioca ad Atene contro i tedeschi orientali del Lokomotive Lipsia, che vengono sconfitti 1-0 grazie ad un colpo di testa di van Basten: l'attaccante devia in porta un cross dalla destra di Sonny Silooy. Protagonista nella manifestazione è John Bosman, il miglior marcatore. A fine stagione lasciano la squadra Sonny Silooy, Marco van Basten e Frank Rijkaard.

## Organigramma societario
Fonte
Area direttiva
- Presidente:  Ton Harmsen.

Area tecnica
- Allenatore:  Johan Cruijff.

## Rosa
Fonte
| N. |                        | Ruolo | Calciatore     |
| -- | ---------------------- | ----- | -------------- |
|    | Paesi Bassi (bandiera) | P     | Stanley Menzo  |
|    | Paesi Bassi (bandiera) | D     | Danny Blind    |
|    | Paesi Bassi (bandiera) | D     | Peter Boeve    |
|    | Paesi Bassi (bandiera) | D     | Edo Ophof      |
|    | Paesi Bassi (bandiera) | D     | Frank Rijkaard |
|    | Paesi Bassi (bandiera) | D     | Sonny Silooy   |
|    | Paesi Bassi (bandiera) | D     | Walter Smak    |
|    | Paesi Bassi (bandiera) | D     | Ronald Spelbos |
|    | Finlandia (bandiera)   | D     | Petri Tiainen  |
|    | Paesi Bassi (bandiera) | D     | Frank Verlaat  |
|    | Scozia (bandiera)      | C     | Ally Dick      |
|    | Paesi Bassi (bandiera) | C     | Arnold Mühren  |
|    | Australia (bandiera)   | C     | Mike Petersen  |

| N. |                        | Ruolo | Calciatore        |
| -- | ---------------------- | ----- | ----------------- |
|    | Paesi Bassi (bandiera) | C     | Erik Regtop       |
|    | Paesi Bassi (bandiera) | C     | Arnold Scholten   |
|    | Paesi Bassi (bandiera) | C     | Richard Sneekes   |
|    | Paesi Bassi (bandiera) | C     | Aron Winter       |
|    | Paesi Bassi (bandiera) | C     | Richard Witschge  |
|    | Paesi Bassi (bandiera) | C     | Rob Witschge      |
|    | Paesi Bassi (bandiera) | C     | Jan Wouters       |
|    | Paesi Bassi (bandiera) | A     | Dennis Bergkamp   |
|    | Paesi Bassi (bandiera) | A     | John Bosman       |
|    | Paesi Bassi (bandiera) | A     | Rob de Wit        |
|    | Paesi Bassi (bandiera) | A     | Desmond Gemert    |
|    | Paesi Bassi (bandiera) | A     | John van 't Schip |
|    | Paesi Bassi (bandiera) | A     | Marco van Basten  |

## Statistiche

### Statistiche di squadra
| Competizione      | Punti | Totale | Totale | Totale | Totale | Totale | Totale |
| Competizione      | Punti | G      | V      | N      | P      | Gf     | Gs     |
| ----------------- | ----- | ------ | ------ | ------ | ------ | ------ | ------ |
| Eredivisie        | 53    | 34     | 25     | 3      | 6      | 92     | 30     |
| KNVB beker        | -     | 7      | 6      | 1      | 0      | 15     | 3      |
| Coppa delle Coppe | -     | 9      | 7      | 1      | 1      | 22     | 5      |
| Totale            | -     | 50     | 38     | 5      | 7      | 129    | 38     |

### Statistiche individuali
- Capocannoniere della Eredivisie
  - Marco van Basten (31 gol)
- Capocannoniere della Coppa delle Coppe
  - John Bosman (8 gol)
- Talento dell'anno
  - Aron Winter